# Винавер, Станислав

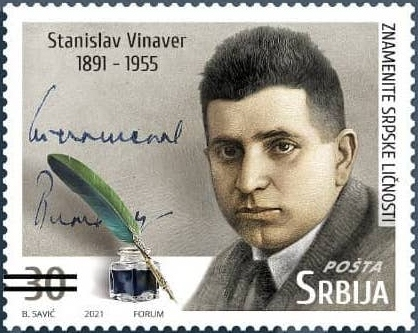
130 лет со дня рождения Станислава Винавера, Почта Сербии, 2021

Станислав Винавер (1 марта 1891, Шабац, Королевство Сербия — 1 августа 1955, Нишка-Баня, Сербия, СФРЮ) — сербский поэт, прозаик, журналист, литературный критик и переводчик.

## Биография
Родился в респектабельной еврейской семье польского происхождения. Отец Авраам Йозеф Винавер был врачом, а мать Роза — пианисткой. После окончания школы, изучал математику, физику и музыку в Сорбонне в Париже. В 1930 году окончил Белградский университет. Последователь философских идей Анри Бергсона.
Добровольцем участвовал в Балканских войнах. Был участником Первой мировой войны. Пережил Албанскую Голгофу.
Дипломат, в 1916 г. был командирован с дипломатической миссией во Францию и Великобританию, затем в Петроград, как член сербской дипломатической делегации, как раз во время революции. По возвращении из России прочитал в Касине публичную лекцию об Октябрьской революции, в результате которой у слушателей сложилось впечатление, что С. Винавер не сожалеет о судьбе царской России и революционных потрясений. Из-за этого многие отмечали его как левого, и этот ярлык оставался за ним в белградских кругах до 1925 года. Входил в группу писателей и поэтов-модернистов.

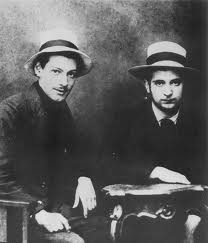
Милу́тин Бо́ич (слева) и Станислав Винавер

Работал журналистом и редактором на Керкире, был сотрудником сербских журналов и газет «Политика», «Республика», «Време» и Белградского радио. Работал специальным корреспондентом газеты «Време» в Болгарии, Германии, Австрии, Швейцарии и Советском Союзе. С 1927 г. — вице-президент Белградской секции Союза югославских журналистов. В 1929 г. назначен атташе по культуре посольства Югославии в Берлине.
Во время Югославской операции 1941 г., как офицер попал в плен к немцам. В годы Второй мировой войны находился в одном из лагерей под Оснабрюком.
После окончания войны занимался профессиональной писательской и переводческой деятельностью. Переводил тексты с французского, немецкого, русского, английского и испанского языков.
Похоронен на Новом кладбище в Белграде.

## Избранные произведения
- «Приче које су изгубиле равнотежу» (1913),
- «Мисли» (1913),
- «Варош злих волшебника» (1920),
- «Громобран свемира» (1921),
- «Чувари света» (1926),
- «Икаров лет» (1937),
- «Ратни другови» (1939),
- «Европска ноћ» (1952),
- «Језик наш насушни» (1952)
- «Заноси и пркоси Лазе Костића» (1963).